# Johnathan Motley
Johnathan Landus Motley (ur. 4 maja 1995 w Houston) – amerykański koszykarz, występujący na pozycji silnego skrzydłowego, obecnie zawodnik Lokomotiwu Kubań.
23 lipca 2018 został wysłany, wraz z prawami draftu do Renaldasa Seibutisa, do Los Angeles Clippers w zamian za prawa do Maarty Leunena i zobowiązania gotówkowe. Z klubem podpisał umowę na występy zarówno w NBA, jak i zespole G-League – Agua Caliente Clippers.
3 sierpnia 2021 dołączył do rosyjskiego Lokomotiwu Kubań.

## Osiągnięcia
Stan na 3 sierpnia 2021, na podstawie, o ile nie zaznaczono inaczej.
NCAA
- Uczestnik rozgrywek:
  - Sweet Sixteen turnieju NCAA (2017)
  - turnieju NCAA (2015–2017)
- Laureat Karl Malone Award (2017)[5]
- MVP turnieju Battle 4 Atlantis (2017)
- Zaliczony do:
  - I składu:
    - Big 12 (2017)
    - turnieju Battle 4 Atlantis (2017)

  - II składu All-American (2017)
  - III składu Big 12 (2016)
- Lider konferencji Big 12 w[6]:
  - średniej zbiórek (9,9 – 2017)
  - liczbie:
    - celnych (217) i oddanych (401) rzutów za 2 punkty (2017)
    - zbiórek w ataku (126 – 2017)

Indywidualne
- Zaliczony do II składu G-League (2018–2020)[7][8]